# Cheshire Lines Committee
Le Cheshire Lines Committee (Comité des lignes du Cheshire, CLC) était une compagnie de chemin de fer en Grande-Bretagne. Créée en 1862, elle a desservi les villes suivantes : Liverpool, Manchester, Stockport, Warrington, Knutsford, Birkenhead, Chester et Southport.